# Estragiz
Estragiz (llamada oficialmente Santiago de Estraxiz) es una parroquia y una aldea española del municipio de Samos, en la provincia de Lugo, Galicia.

## Organización territorial
La parroquia está formada por dos entidades de población:
- Estraxiz
- Sivil

## Demografía

### Parroquia
| Gráfica de evolución demográfica de Estragiz (parroquia) entre 2000 y 2021 |
|                                                                            |
| Datos según el nomenclátor publicado por el INE.                           |

### Aldea
| Gráfica de evolución demográfica de Estraxiz (aldea) entre 2000 y 2021 |
|                                                                        |
| Datos según el nomenclátor publicado por el INE.                       |